# Мічинес
Мічинес (фар. Mykines, дан. Myggenæs) — найзахідніший острів Фарерського архіпелагу. Площа острову — 10 км². Єдине поселення на острові також називається Мічинес.  
На північній стороні острова знаходиться долина Коркадалур, де знаходяться великі колони базальту. 
На захід від поселення Мічинес розташований маленький скелястий острівець Мічинесголмур завдовжки 1 км, який є найбільш західною точкою архіпелагу. На острівці знаходиться маяк, який було побудовано в 1909 році. Із Мічинесом острівець з'єднано за допомогою невеликого пішохідного мосту.
Наразі населення острова складає приблизно 15 осіб, хоча кількість будівель становить 40 шт. На острові побудовано школу (у 1894 р.) та церкву (у 1879 р).

## Геологія
Мічинес належить до найдавнішої частини Фарерських островів, яку було утворено близько 60 мільйонів років тому. За періодами виверження, фарерський базальт поділяється на три етапи: нижній і найстаріший, середній, верхній і молодший. Найнижчий шар було утворено при виверженні низьков'язкої лави через довгі тріщини, при цьому створюючи плоскі вулкани. 

## Флора та фауна
Велику кількість зайців-біляків (Lepus timidus), які населяють гірську місцевість і навколишні долини, можна побачити на території острова. Для острова ендемічним є окремий вид мишей, мічинеська домашня миша (Mus musculus mykinessiensis), що може означати доволі раннє заселення острова цією породою, ще в 6 столітті, ірландськими ченцями, сліди яких збереглися на острові. Найбільш близьким родичем був нині вимерший вид мишей, що населяв архіпелаг Сент-Кілда (Mus musculus muralis).
На острові можна спостерігати велику кількість тупиків та птахів родини олушевих (Morus bassanus). На скелях біля води є колонії бакланів, а еродовані шари туфу, які можна знайти в місцевих скелях, створюють умови для гніздування чорної кайри (Cepphus grylle) та гагарки (Alca torda). Завдяки трав'янистим схилам над скелями тисячі тупиків облаштовують свої нори на острові. Їх велика кількість є однією з найбільших туристичних особливостей, що приваблюють відвідувачів з усього світу.
Острів визнано важливою орнітологічною територією (англ. Important Bird and Biodiversity Area) міжнародною організацією BirdLife International. Його значущість обґрунтовано як місце розмноження морських птахів, особливо північних фульмарів, буревісника малого (2500 пар), прямохвостої качурки (50 000 пар), олуша північного (200 пар), баклана чубатого (250 пар), мартина трипалого (23000 пар), атлантичних тупиків (125 000 пар), різних видів кайр (близько 10 000 пар).

## Транспорт

### Наземний

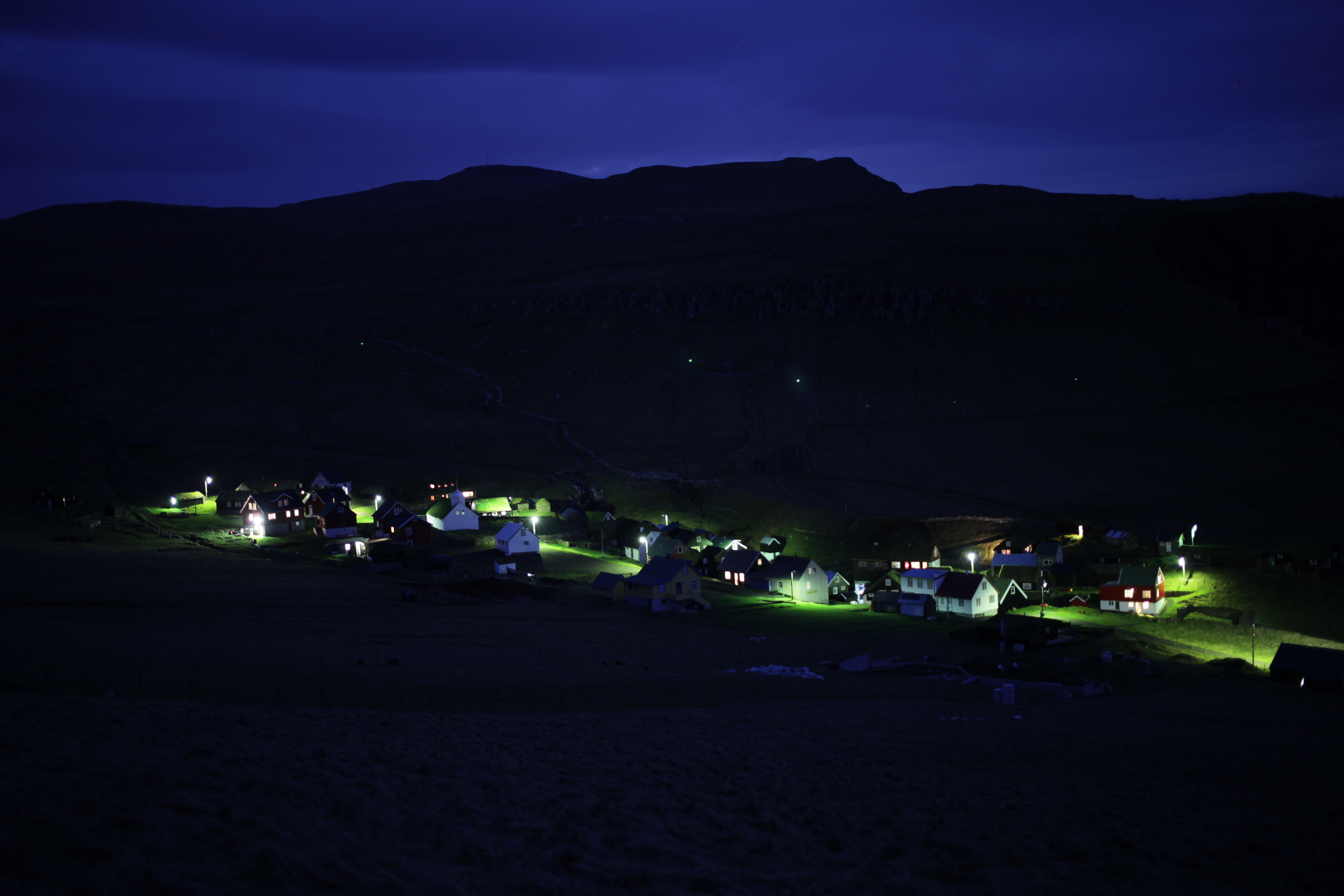
Вигляд на село вночі

На території острова відсутні дороги, переміщення по території острова здійснюється пішки по спеціальних тропах. Місцеві жителі іноді використовують квадроцикли для того, щоб дістатись віддалених та труднодосяжних частин острова.

### Морський
У селі розташована невелика гавань, яка забезпечує регулярні щоденні поромні перевезення. Їх регулярність залежить від погоди, через що певні рейси може бути скасовано. Поромні перевезення здійснюються фарерським оператором транспортних перевезень, компанією Strandfaraskip Landsins (SSL), проте самі рейси здійснюють приватні пороми. Впродовж зими навігація морем не здійснюється, сполучення забезпечується суто гелікоптером[джерело?]. З гавані до основної частини острова підйом здійснюється сходами, проте також існує невеликий фунікулер, що забезпечує підйом вантажів.

### Геліпорт
Фарерська авіакомпанія Atlantic Airways здійснює регулярне авіасполучення гелікоптером три рази на тиждень між островом та аеропортом Воар.

## Історія
Існує теорія, що назва острова має норвезьке походження від кельтського терміну для «острова свині» (muc-innis). Це може бути посиланням на китів, які гельською знані як muc-mhara (сирени).
- 625 р. – палінологічні дослідження вказують на те, що в цей період овес і ячмінь вже вирощувалися на острові. Найімовірніше, ці культури засівалися ранніми поселенцями, такими як ченці і відлюдники.
- 1592 р. – Норвезький священик Пітер Клаусон Фріс описав фарерську мишу як окремий вид, а також окрему підгрупу мічинеських мишей як таку, що має особливо довгі та потужні задні лапи.
- 1909 р. – побудовано маяк на Мічинесголмур, а також зведено перший міст через Холмгьогв, вузьку протоку між Мічинесом і Мічинесголмуром.
- 1928 р. – встановлено радіомаяки на маяках Нолсоя і Мічинесу, що вперше зробило можливим радіонавігацію, а сам острів отримав телефонний зв'язок із зовнішнім світом.
- 1970 р. – Fokker F27 Friendship з реєстраційним номером TF-FIL авіакомпанії Flugfélag Íslands на рейсі з Бергена до аеропорту Вагар, 26 вересня зазнав аварії через погані погодні умови. Капітан і 7 пасажирів, що знаходились на лівій стороні літака, загинули миттєво. 26 пасажирів  і членів екіпажу вижили, деяких потім було шпиталізовано з серйозними травмами[7][8] .
- 1970 р. – острівний маяк було автоматизовано і остання людина переїхала з Мічинесголмура, який безперервно був заселений з 1909 р.
- 1989 р. – побудовано третій міст між Мічинесом та Мічинесголмуром.

## Населення
Населення острова скоротилося протягом 20-го століття, де в 2004 році проживало 11 постійних мешканців села Мічинес; найстаршому мешканцю було 75 років, а наймолодшому — шість. Попри те, що в селі знаходиться 40 будинків, лише у шести постійно проживають люди. Раніше Мічинес вважався одним з найбільш населених сіл Фарерських островів з населенням 170 чоловік у 1940 році. 
Серед відомих людей з острову — художник Самал Йоенсен-Мікінес.
Населення острова:
| Рік  | Населення, осіб |
| ---- | --------------- |
| 1769 | 61              |
| 1870 | 114             |
| 1890 | 154             |
| 1925 | 179             |
| 1940 | 170             |
| 2004 | 11              |
| 2012 | 14              |
| 2018 | 10              |